# میشل بروزو
میشل بروزو (انگلیسی: Michele Bruzzo؛ زادهٔ ۲۶ ژوئن ۱۹۹۹) بازیکن فوتبال است.